# 第39屆八大工業國組織會議

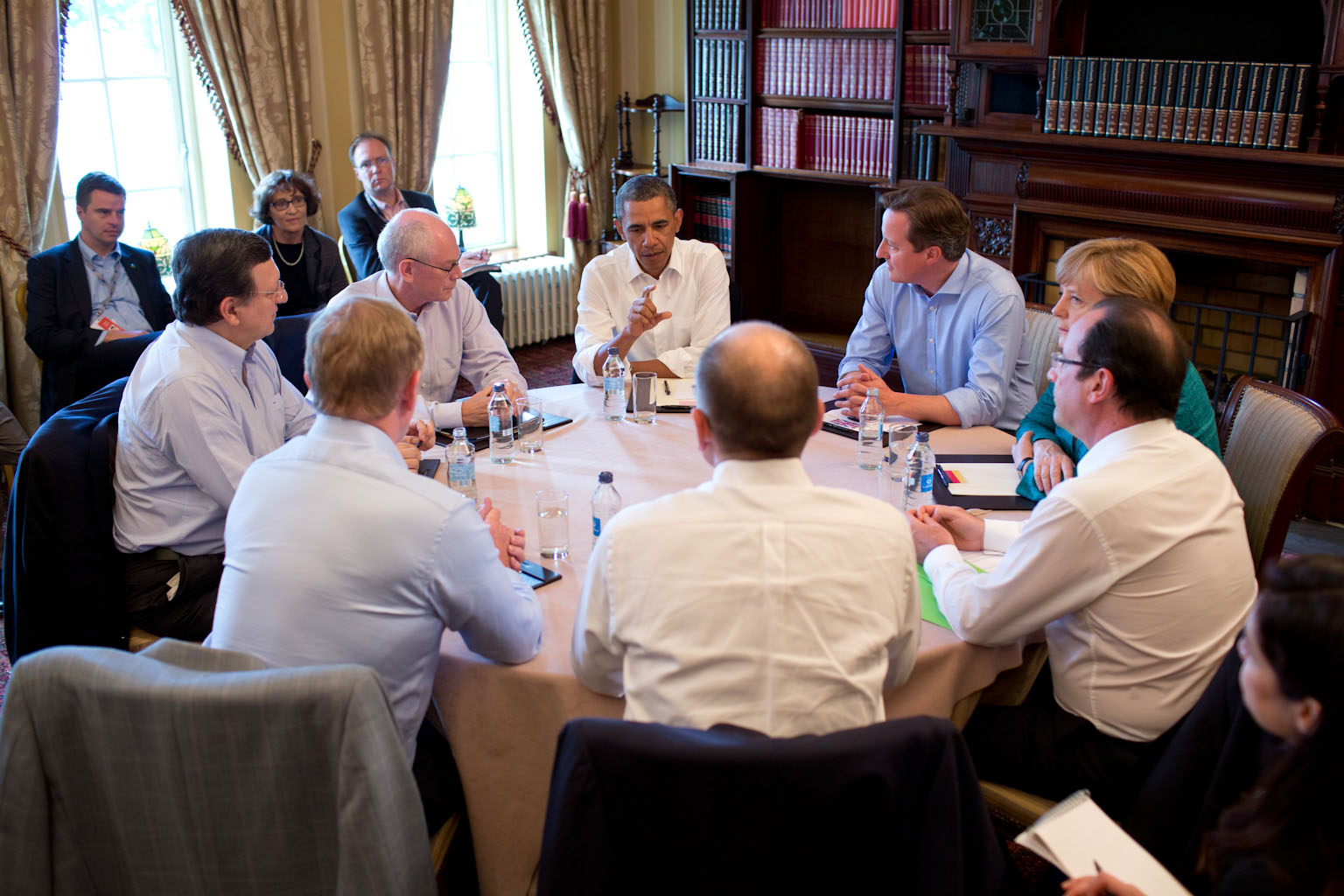
八大工業國組織會議的與會者在厄恩湖度假村的圖書館就跨大西洋貿易和投資議題進行討論，其中正對著鏡頭者為美國總統巴拉克·歐巴馬，之後順時針順序分別為英國首相大衛·卡麥隆、德國總理安格拉·梅克爾、法國總統法蘭索瓦·歐蘭德、義大利總理恩里科·萊塔、愛爾蘭總理恩達·肯尼、歐洲聯盟委員會主席若澤·巴羅佐和歐洲理事會主席赫爾曼·范榮佩。

第39屆八大工業國組織會議（英語：39th G8 summit）為於2013年6月17日至6月18日舉辦八大工業國組織會議，地點為北愛爾蘭弗馬納郡厄恩湖的五星級酒店暨高爾夫度假勝地厄恩湖度假村。這是英國第六次舉辦八大工業國組織會議，而過往英國舉辦八大工業國組織會議的地點分別在1977年、1984年與1991年於倫敦舉辦、1998年於伯明翰舉辦以及2005年於格蘭伊格爾斯舉辦。參與這次主要會議成員包括有英國首相大衛·卡麥隆、法國總統法蘭索瓦·歐蘭德、德國總理安格拉·梅克爾、義大利總理恩里科·萊塔、俄羅斯總統佛拉迪米爾·佛拉迪米羅維奇·普丁、美國總統巴拉克·歐巴馬、加拿大總理史蒂芬·哈珀和日本內閣總理大臣安倍晉三，以及歐洲聯盟委員會主席若澤·曼努埃爾·巴羅佐、歐洲理事會常任主席赫爾曼·范榮佩，另外還特邀具有歐洲理事會輪值主席身分愛爾蘭总理恩達·肯尼。
其中在這次會議之中英國政府所提出的官方主題為貿易、稅收和政府透明度問題，然而之後會議中也廣泛討論到敘利亞內戰等於2013年上半年發生的重要議題。在經過多次討論後八大工業國組織會議針對敘利亞議題提出7點計劃，而其他協議還包括有稅務資訊共享、礦業公司新規則的制定以及綁架受害者釋放後的補償機制。另外在會議期間。美國和歐洲聯盟同意朝一個廣泛的貿易協議開始進行談判。為了此次八大工業國組織會議的安全北愛爾蘭地方政府投入將近500萬英鎊的資金，同時警方也派遣8,000名警察來支援度假村周圍的秩序問題，但這兩項舉動也引起了部分民众的不滿。而就像過往八大工業國組織會議舉辦會引起抗議者前往示威，在6月15日有1,500多名示威者群眾於北愛爾蘭貝爾法斯特舉行示威遊行以表達不滿。

## 参与者

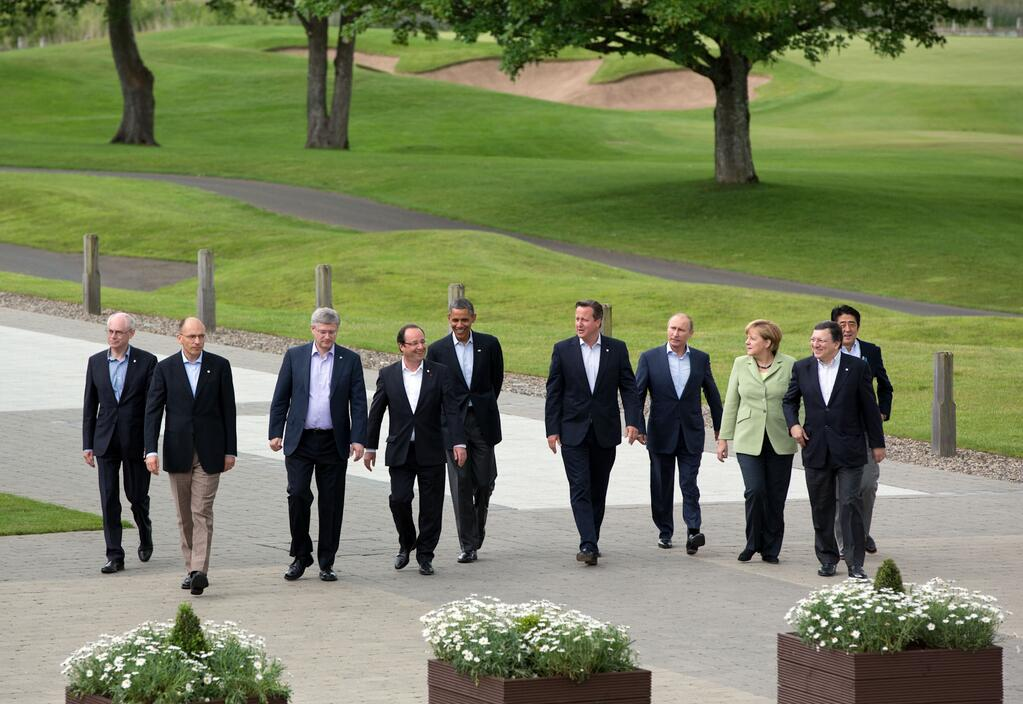
八国峰会首脑。

奥巴马和普京在讨论。

与会人员包括八国集团的八个成员国政府首脑以及欧盟代表。一些国家领导人、国际组织领导人也被邀请出席峰会，被邀请的其他国家领导人只出席八国集团峰会部分活动。
| 八国集团成员 主辦國及其首腦以粗體顯示。 |        |                      |                |
| 成员                                    | 成员   | 代表                 | 头衔           |
| 加拿大                                  | 加拿大 | 史蒂芬·哈珀          | 总理           |
| 法國                                    | 法国   | 弗朗索瓦·奥朗德      | 总统           |
| 德国                                    | 德国   | 安格拉·默克尔        | 总理           |
| 義大利                                  | 意大利 | 恩里科·莱塔          | 总理           |
| 日本                                    | 日本   | 安倍晋三             | 內閣總理大臣   |
| 俄罗斯                                  | 俄罗斯 | 弗拉基米尔·普京      | 总统           |
| 英国                                    | 英国   | 大衛·卡麥隆          | 首相           |
| 美国                                    | 美国   | 贝拉克·奥巴马        | 总统           |
| 欧洲联盟                                | 欧盟   | 若泽·曼努埃尔·巴罗佐 | 欧盟委员会主席 |
| 欧洲联盟                                | 欧盟   | 赫尔曼·范龙佩        | 欧洲理事会主席 |

被邀请的领导人
- 、欧盟：恩达·肯尼、现任爱尔兰总理[10]和欧盟委员会职员[11]将出席此次峰会讨论欧美贸易协议问题[12]

## 代表

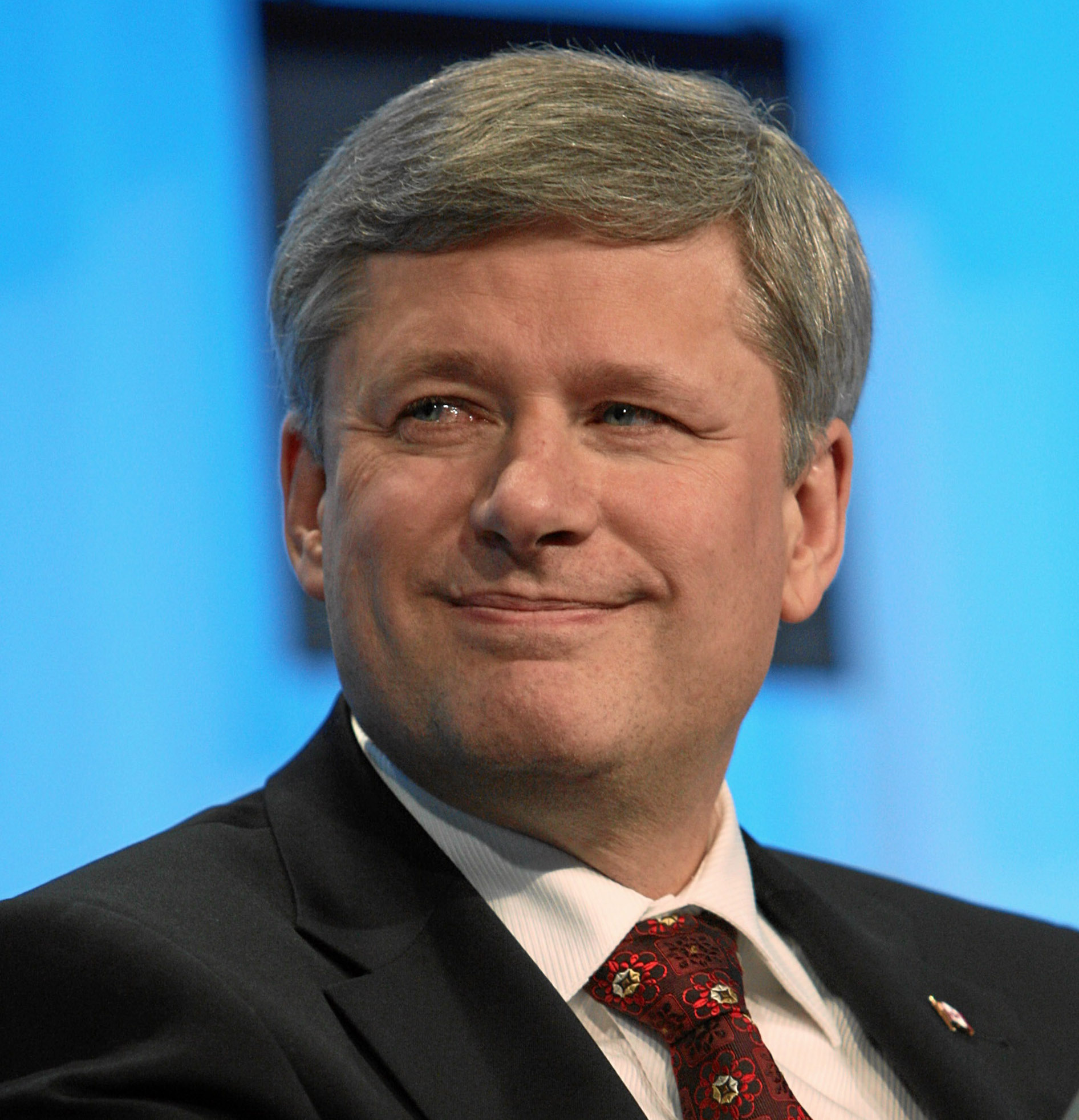
加拿大總理 史蒂芬·哈珀
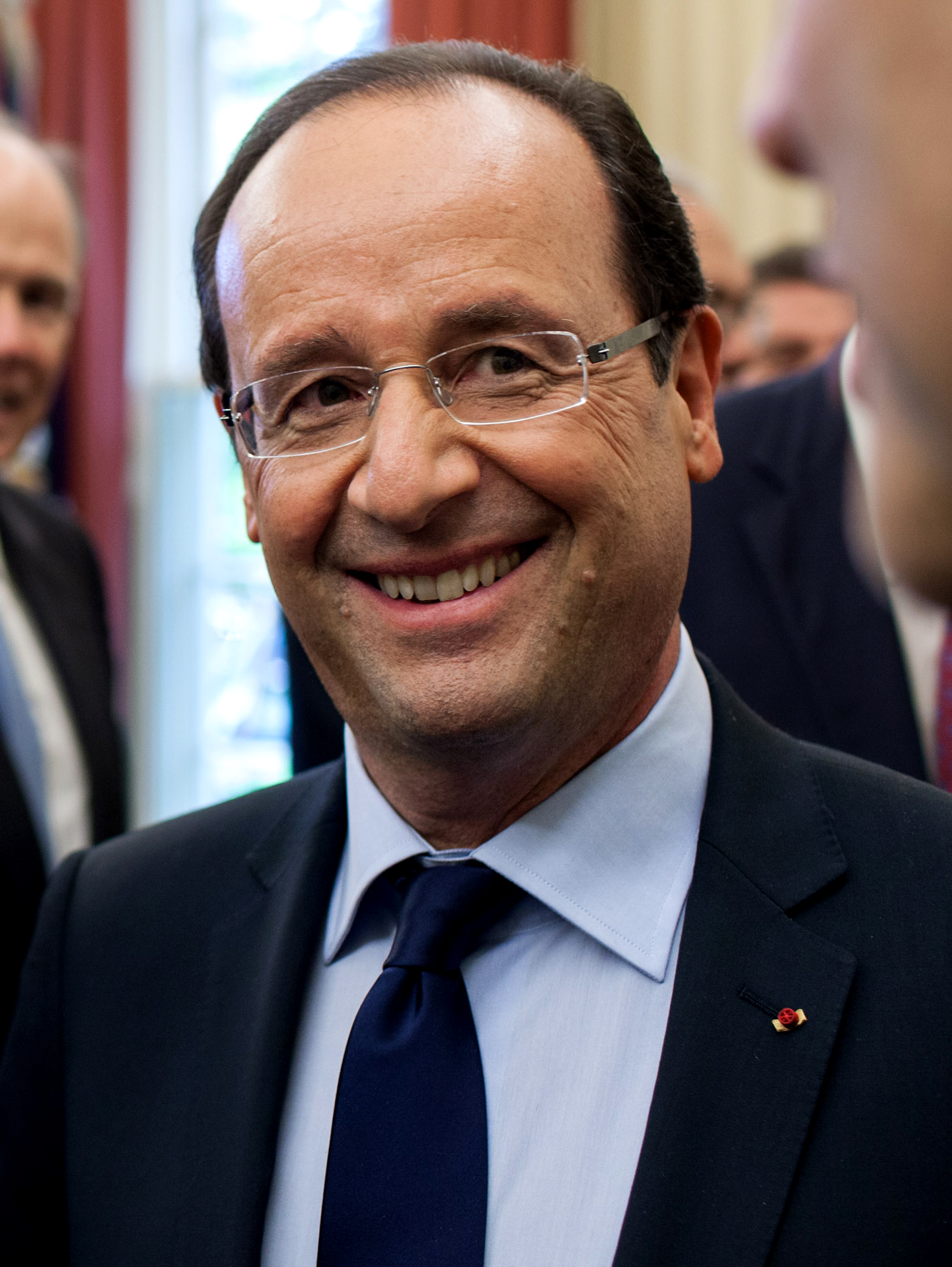
法國總統 法蘭索瓦·歐蘭德
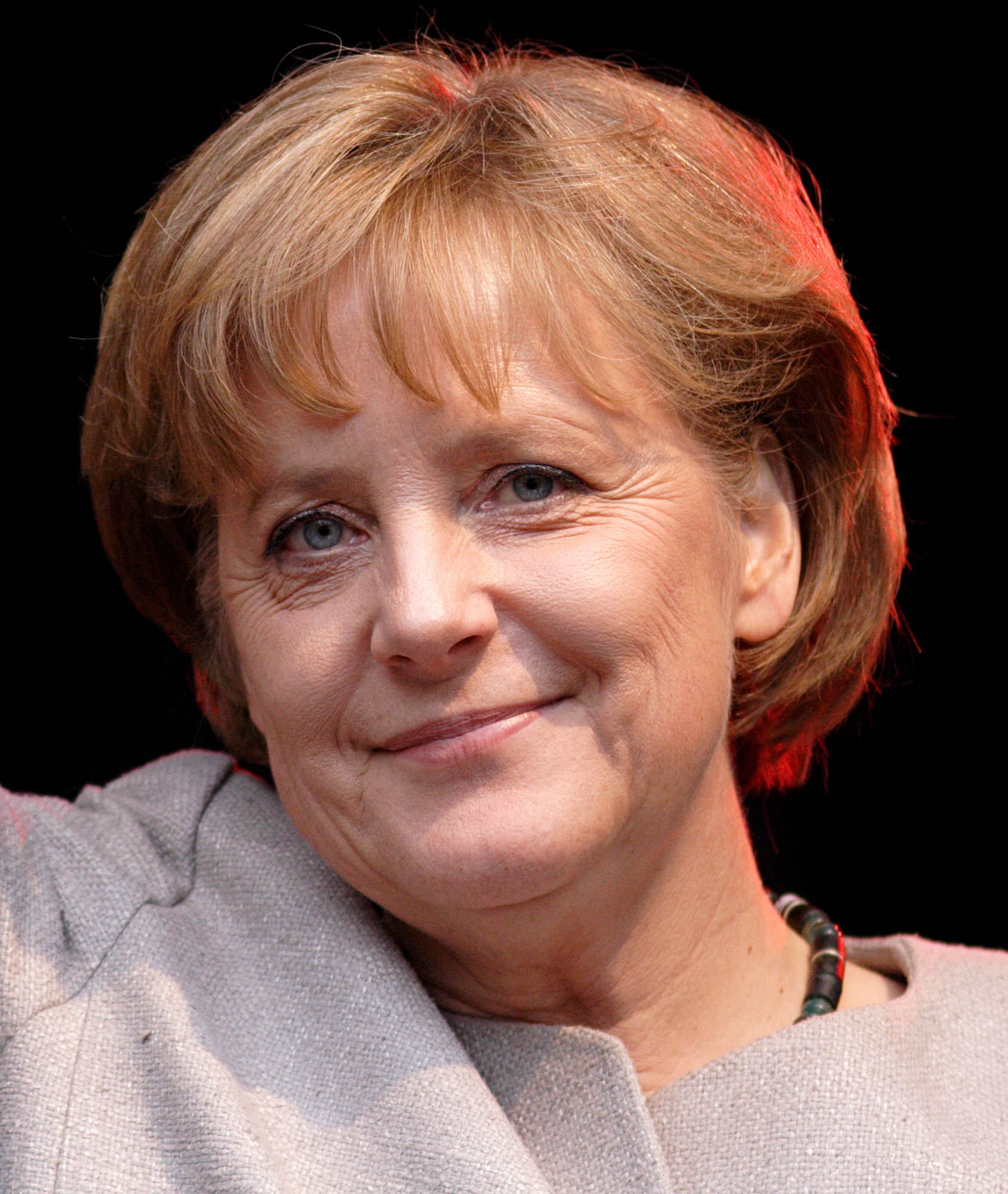
德國總理 安格拉·梅克爾
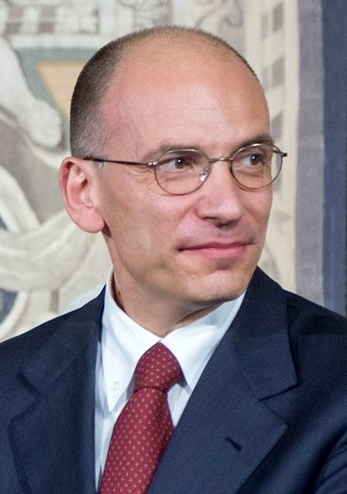
義大利總理 恩里科·萊塔
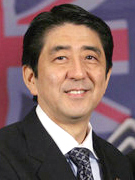
日本內閣總理大臣 安倍晉三
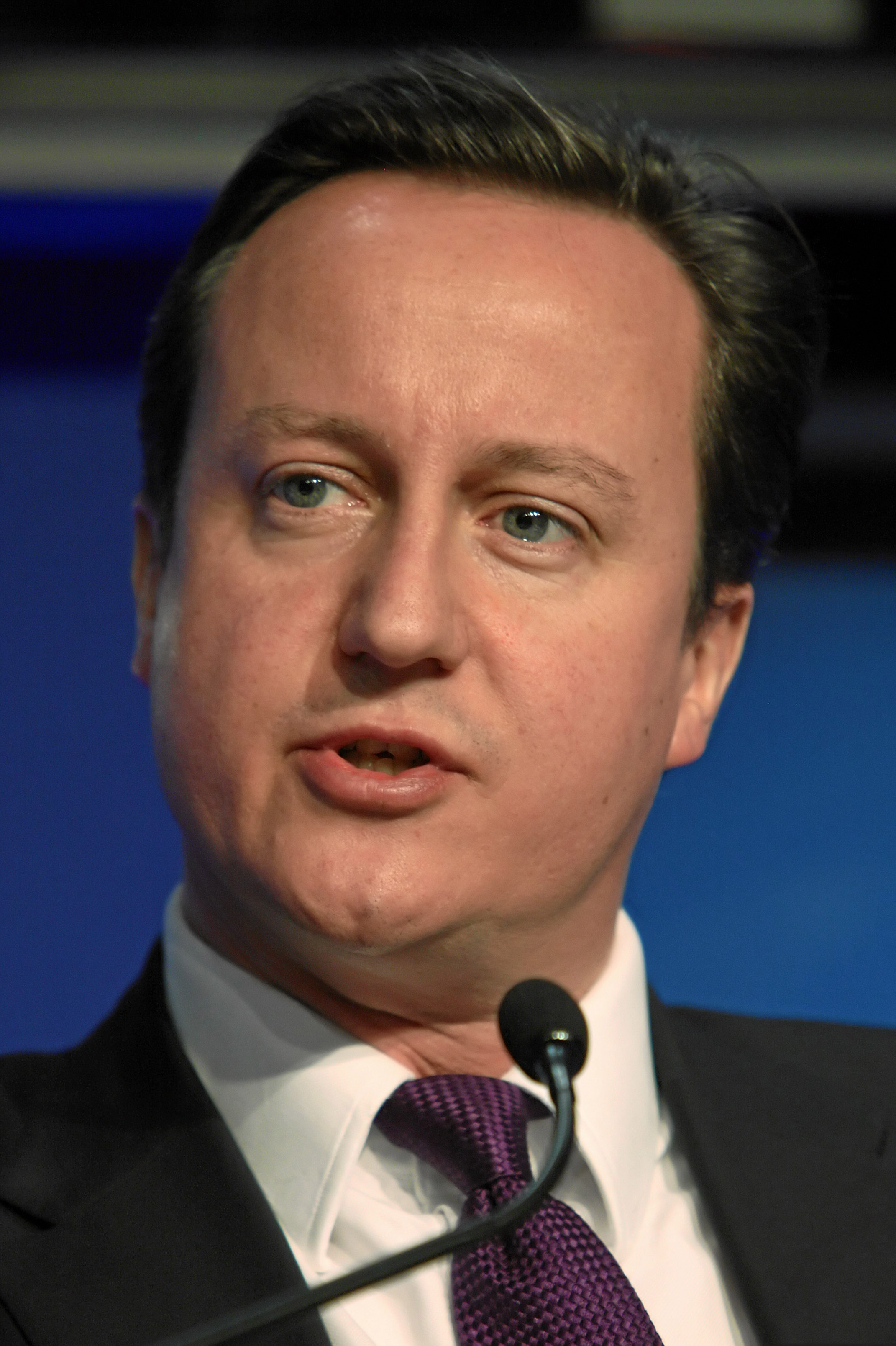
英國首相 大衛·卡麥隆
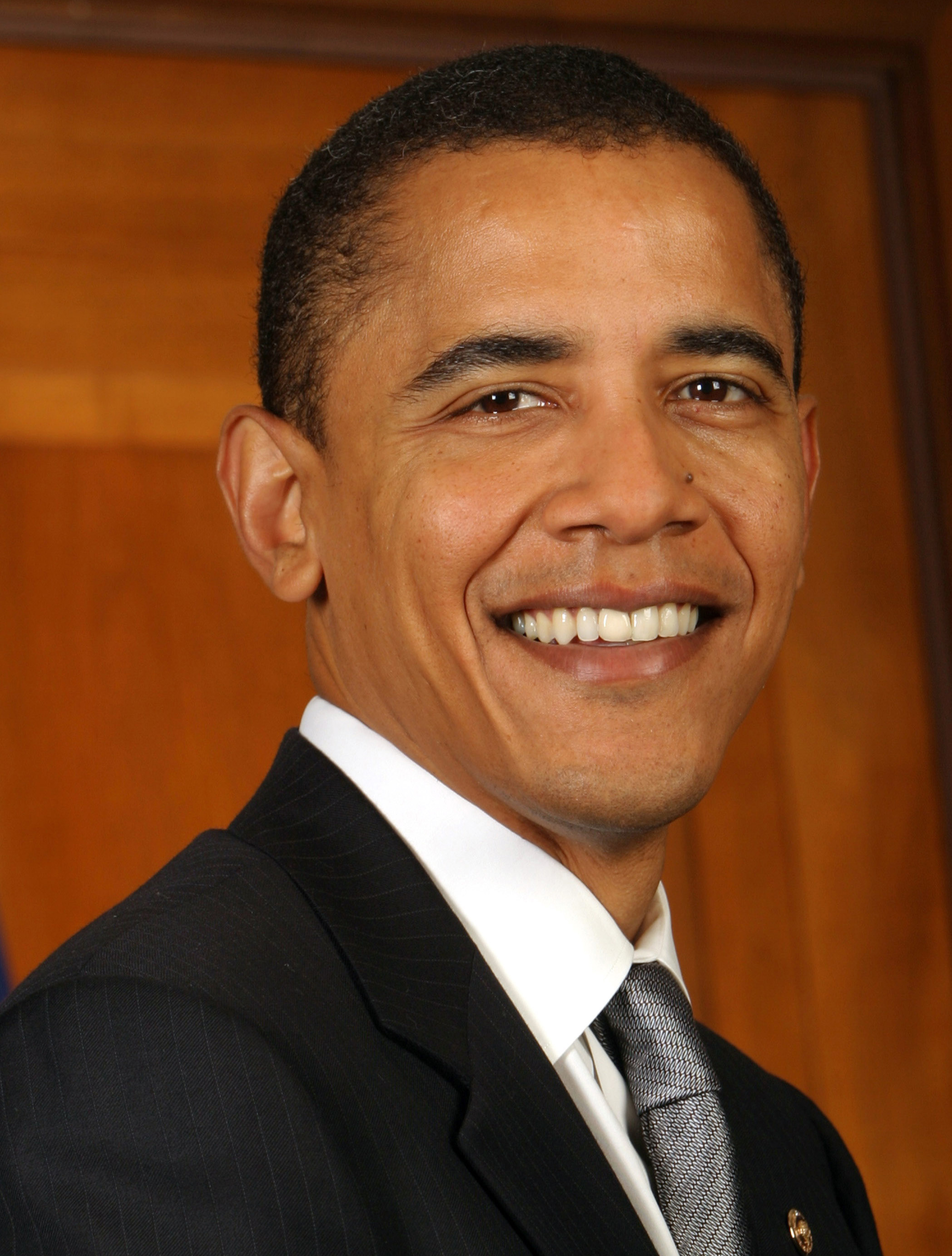
美國總統 巴拉克·歐巴馬
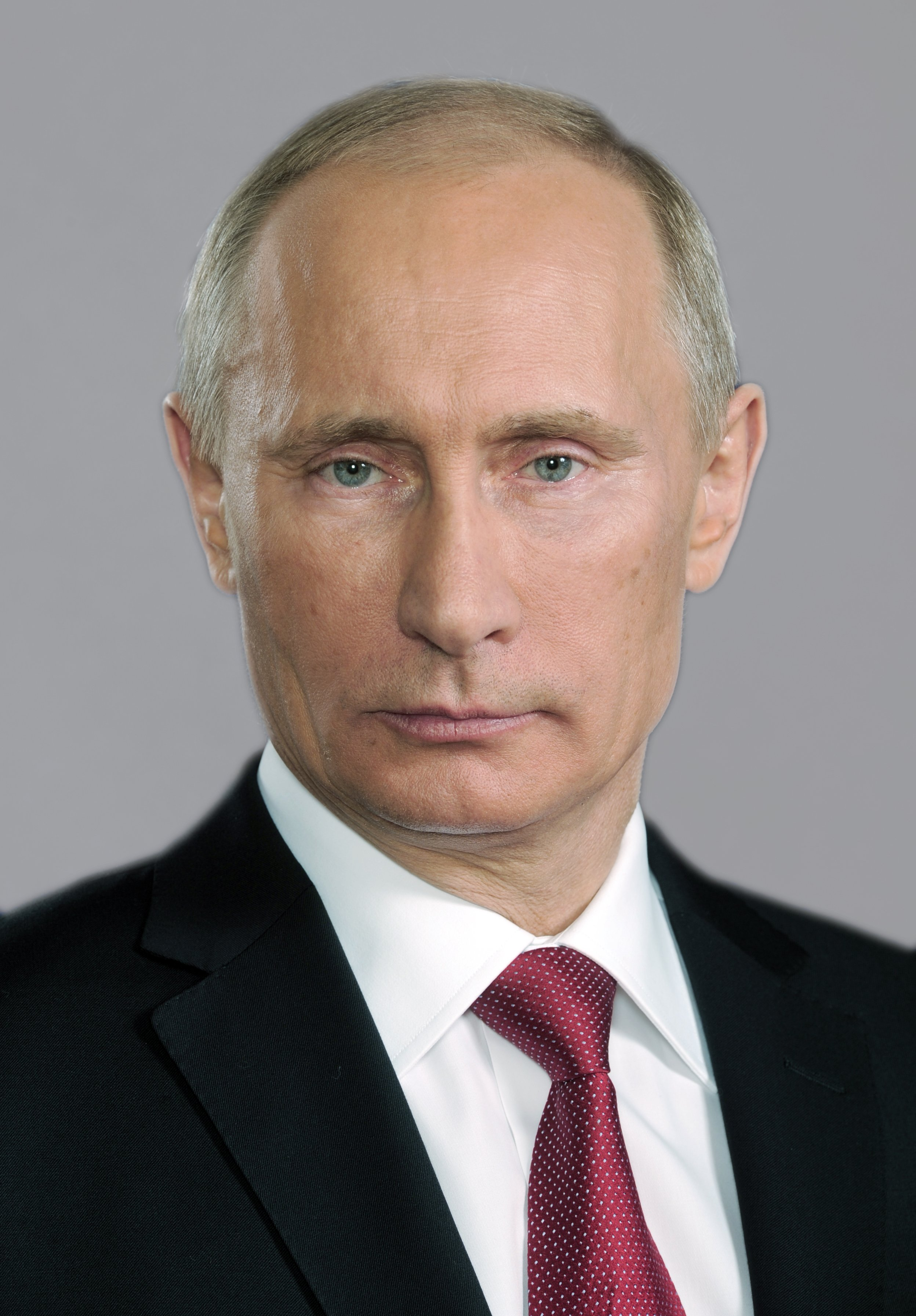
俄羅斯總統 佛拉迪米爾·佛拉迪米羅維奇·普丁
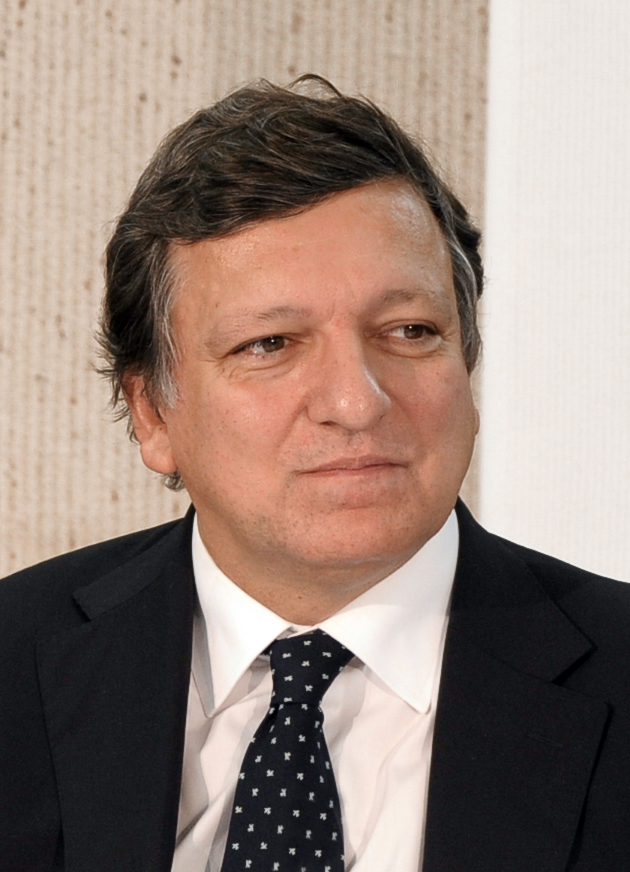
歐洲聯盟委員會主席 若澤·曼努埃爾·巴羅佐
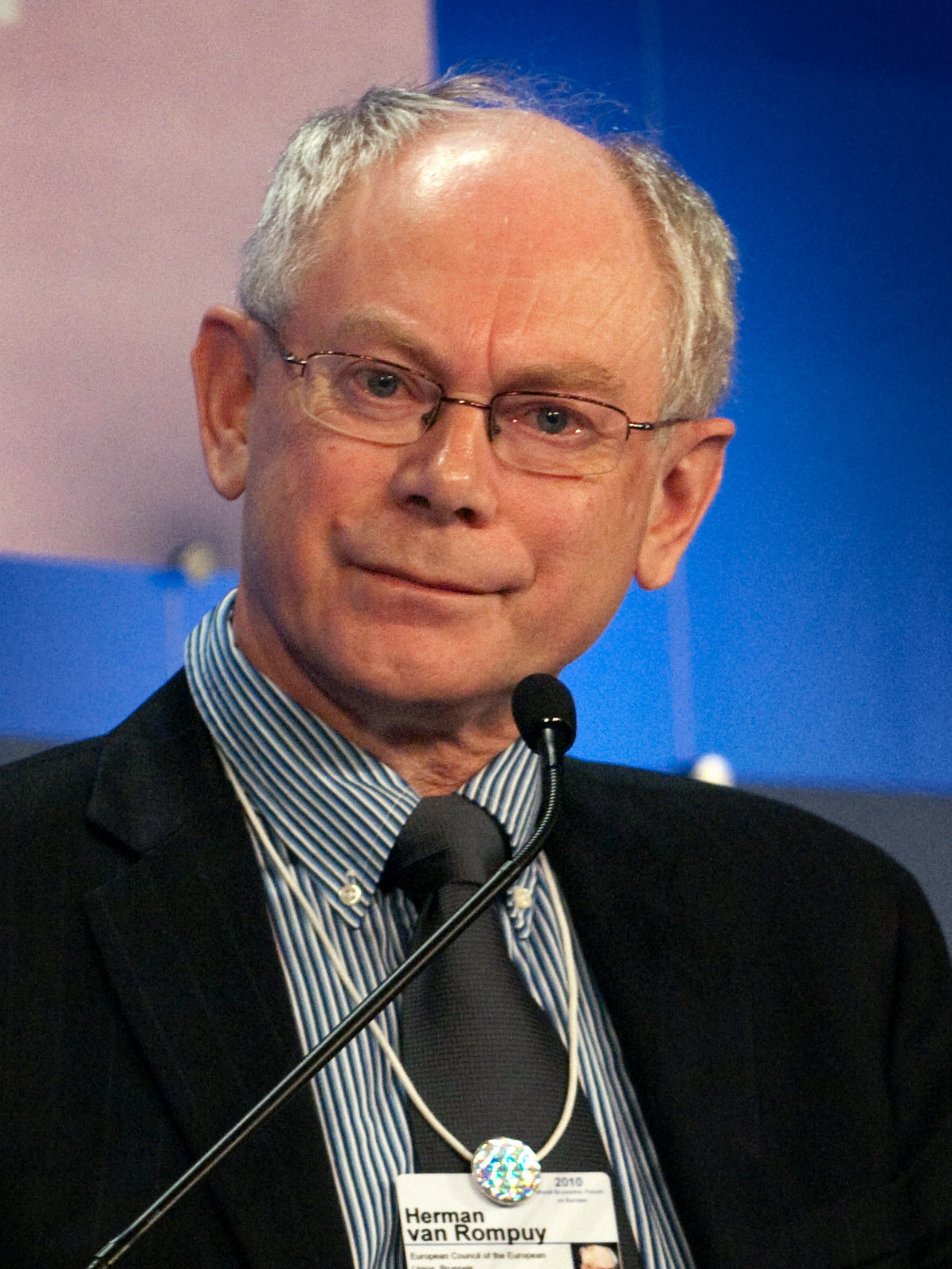
歐洲聯盟理事會常任主席 赫爾曼·范榮佩
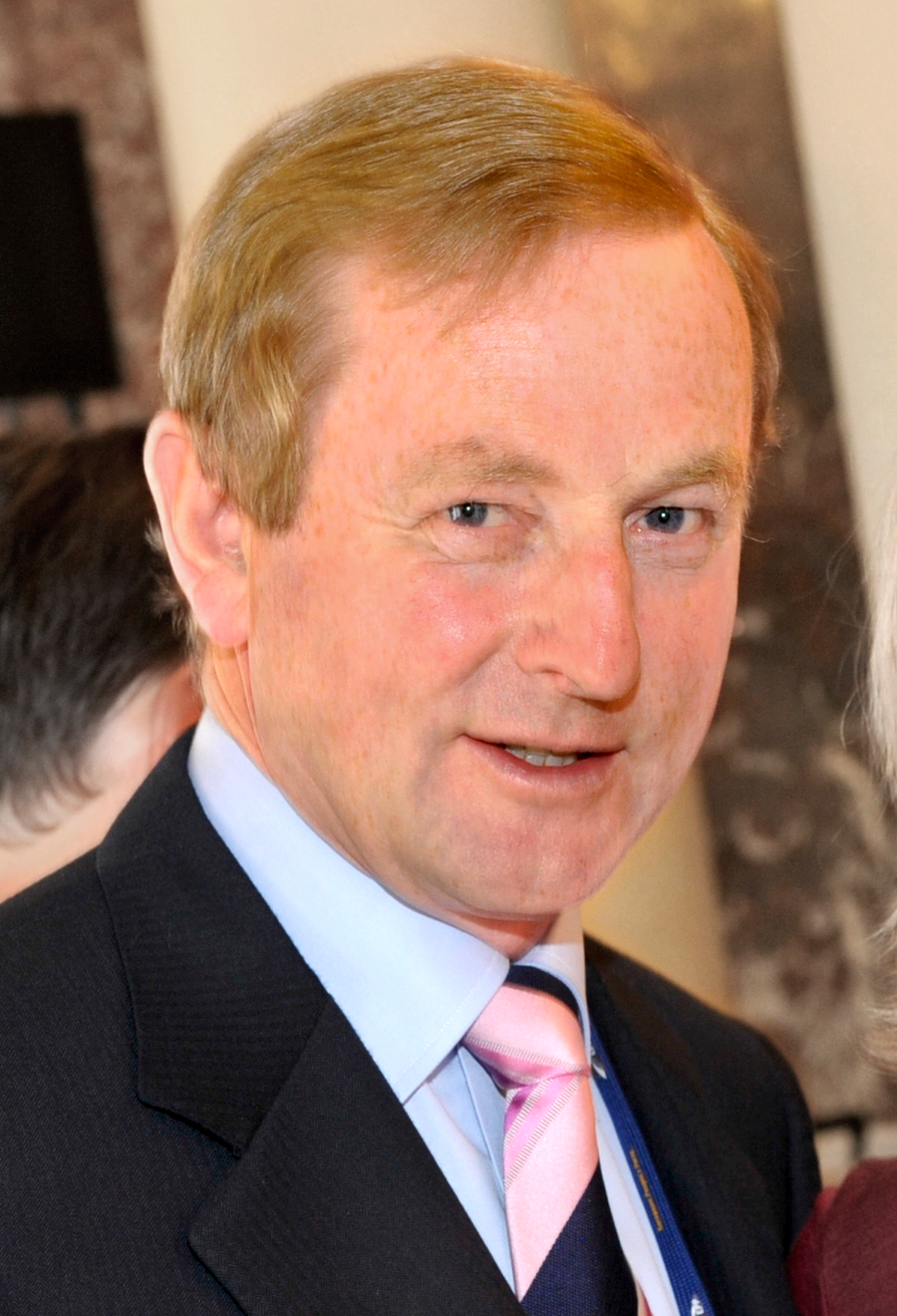
愛爾蘭愛爾蘭總理 歐洲聯盟理事會輪值主席 恩達·肯尼

## 外部連結
- （英文） UK Presidency of G8 2013 （页面存档备份，存于）
- （英文） G8 UK （页面存档备份，存于）
- （英文） G8 Information Centre （页面存档备份，存于）
- （俄文） http://www.svoboda.org/content/article/25019203.html （页面存档备份，存于）

54°23′52″N 7°41′36″W / 54.3978°N 7.6933°W